# اندیس میر محمد (M۳)
میر محمد(M۳ ) یک اندیس غیرفلزی است که در حوالی شهر رک سفید استان خوزستان قرار دارد و مادهٔ معدنی موجود در آن، صدف آهکی است.سنگ میزبان این اندیس آهک است  